# Kajetan Kielisiński
Kajetan Wincenty Kielisiński, właśc. Kajetan Wawrzyniec Kielisiński (ur. 7 sierpnia 1808 w Mieronicach, zm. 2 stycznia 1849 w Kórniku) – polski grafik i rysownik, bibliotekarz.

## Życiorys
Był synem Kacpra, urzędnika dworskiego (oficjalisty w dobrach Lanckorońskiego) i Katarzyny z Kłosków. Ukończył gimnazjum w Pińczowie (1828), następnie podjął studia na Wydziale Sztuk Pięknych Uniwersytetu Warszawskiego; jego nauczycielem rysunku i litografii był Jan Feliks Piwarski. Przerwał studia po wybuchu powstania listopadowego. Walczył w szeregach powstańczych w stopniu podporucznika; po upadku powstania nie mógł wrócić do Warszawy. Przez pewien czas mieszkał w Krakowie, w latach 1834–1839 był kustoszem zbiorów Gwalberta Pawlikowskiego w Medyce. W 1839 znalazł zatrudnienie jako bibliotekarz Tytusa Działyńskiego.
Jako opiekun biblioteki kórnickiej był autorem pierwszych jej katalogów. Współpracował z Działyńskim w jego działalności wydawniczej, m.in. opracował tablice z wizerunkami pieczęci do Zbioru praw litewskich 1339-1529 (wydanego w 1841). Pracował także przy przebudowie zamku i ogrodu kórnickiego. W 1848 w stopniu kapitana ponownie wziął udział w kolejnym polskim zrywie wolnościowym powstaniu wielkopolskim, w którym odniósł rany. Po krótkim pobycie w więzieniu powrócił do pracy w Kórniku latem 1848, pół roku potem zmarł nagle. Krótko przed śmiercią (1848) poślubił Apolonię z Gostyńskich.
Był twórcą wielu akwafort i rysunków, poświęconych folklorowi, życiu wsi i miasteczek polskich, zabytkom, krajobrazom. Wykonywał jako jeden z pierwszych na ziemiach polskich ekslibrisy. Gromadził materiały do planowanych dzieł – „Starożytności polskich” i „Strojów ludowych”; wiele rycin opublikował Jan Konstanty Żupański w Albumie Kielisińskiego (1853). Prace graficzne, rysunki, szkicowniki i korespondencję Kielisińskiego przechowywała Biblioteka Kórnicka PAN oraz muzea narodowe (Kraków, Poznań, Warszawa) i znane biblioteki (Jagiellońska, Ossolineum, Uniwersytetu Warszawskiego).